# Alberto di Lovanio
Alberto di Lovanio, o Adalberto di Lovanio (Lovanio, 1166 – Reims, 24 novembre 1192), è stato vescovo di Liegi ed è venerato come santo e martire dalla Chiesa cattolica dal 1613.
Era il secondo figlio di Goffredo III di Brabante e Margherita di Limburgo.

## Biografia
Avviato fin da piccolo alla carriera ecclesiastica, divenne ben presto arcidiacono.
A causa della pressione esercitata dal fratello, il duca Enrico I di Brabante e dallo zio venne eletto l'8 settembre 1191 vescovo di Liegi mentre una minoranza degli elettori si era espressa a favore di Alberto di Rethel, cugino di Baldovino V, duca di Hennegau e zio dell'imperatrice.
Le parti si rivolsero all'imperatore per dirimere la contesa. Dopo aver sentito il parere di 14 prelati l'imperatore Enrico VI si appellò ad una clausola di diritto canonico sancita nel concordato di Worms e nominò vescovo Lotario di Hochstaden. Alberto si rifiutò di cedere lo scranno e si appellò al papa Celestino III che lo confermò nella sua posizione e nel maggio del 1192 lo nominò cardinale diacono. Il Papa incaricò l'arcivescovo di Colonia di rinnovare la nomina a vescovo, al suo rifiuto incaricò l'arcivescovo di Reims. Alberto venne nominato vescovo il 19 settembre 1192 a Reims.
Alberto venne assassinato a Reims il 24 novembre 1192 da alcuni cavalieri tedeschi.
L'assassinio destò scalpore, l'imperatore venne ritenuto responsabile e ciò contribuì alla formazione di una fazione di nobili che si oppose all'imperatore nel periodo 1193-1194.

## Genealogia episcopale
La genealogia episcopale è:
- Vescovo Maurice de Sully
- Cardinale Guglielmo dalle Bianche Mani
- Cardinale Alberto di Lovanio

## Ascendenza
|                         |                             |                                   | Genitori                |  |  | Nonni |  |  | Bisnonni              |  |  | Trisnonni            |  |
|                         |                             |                                   |                         |  |  |       |  |  | Goffredo I di Lovanio |  |  | Enrico II di Lovanio |  |
|                         |                             |                                   |                         |  |  |       |  |  | Goffredo I di Lovanio |  |  | Enrico II di Lovanio |  |
|                         |                             | Adelaide di Betuwe                |                         |  |  |       |  |  | Goffredo I di Lovanio |  |  |                      |  |
| Goffredo II di Lovanio  |                             |                                   |                         |  |  |       |  |  | Goffredo I di Lovanio |  |  |                      |  |
|                         |                             | Ida di Chiny                      | Ottone II di Chiny      |  |  |       |  |  |                       |  |  |                      |  |
|                         |                             | Ida di Chiny                      | Ottone II di Chiny      |  |  |       |  |  |                       |  |  |                      |  |
|                         |                             | Ida di Chiny                      | Adelaide di Namur       |  |  |       |  |  |                       |  |  |                      |  |
| Goffredo III di Lovanio |                             | Ida di Chiny                      |                         |  |  |       |  |  |                       |  |  |                      |  |
|                         |                             | Berengario II di Sulzbach         | Gebeardo II di Sulzbach |  |  |       |  |  |                       |  |  |                      |  |
|                         |                             | Berengario II di Sulzbach         | Gebeardo II di Sulzbach |  |  |       |  |  |                       |  |  |                      |  |
|                         |                             | Berengario II di Sulzbach         | Irmgarda di Roth        |  |  |       |  |  |                       |  |  |                      |  |
| Luitgarda di Sulzbach   |                             | Berengario II di Sulzbach         |                         |  |  |       |  |  |                       |  |  |                      |  |
|                         |                             | Adelaide di Dießen-Wolfratshausen | …                       |  |  |       |  |  |                       |  |  |                      |  |
|                         |                             | Adelaide di Dießen-Wolfratshausen | …                       |  |  |       |  |  |                       |  |  |                      |  |
|                         |                             | Adelaide di Dießen-Wolfratshausen | …                       |  |  |       |  |  |                       |  |  |                      |  |
| Alberto di Lovanio      |                             | Adelaide di Dießen-Wolfratshausen |                         |  |  |       |  |  |                       |  |  |                      |  |
|                         | Valerano della Bassa Lorena | Enrico della Bassa Lorena         |                         |  |  |       |  |  |                       |  |  |                      |  |
|                         | Valerano della Bassa Lorena | Enrico della Bassa Lorena         |                         |  |  |       |  |  |                       |  |  |                      |  |
|                         | Valerano della Bassa Lorena | Adelaide di Podenstein            |                         |  |  |       |  |  |                       |  |  |                      |  |
| Enrico II di Limburgo   | Valerano della Bassa Lorena |                                   |                         |  |  |       |  |  |                       |  |  |                      |  |
|                         |                             | Giuditta von Wassenberg           | Gerardo I di Gheldria   |  |  |       |  |  |                       |  |  |                      |  |
|                         |                             | Giuditta von Wassenberg           | Gerardo I di Gheldria   |  |  |       |  |  |                       |  |  |                      |  |
|                         |                             | Giuditta von Wassenberg           | Clemenza d'Aquitania    |  |  |       |  |  |                       |  |  |                      |  |
| Margherita di Limburgo  |                             | Giuditta von Wassenberg           |                         |  |  |       |  |  |                       |  |  |                      |  |
|                         |                             | Adolfo di Saffenberg              | …                       |  |  |       |  |  |                       |  |  |                      |  |
|                         |                             | Adolfo di Saffenberg              | …                       |  |  |       |  |  |                       |  |  |                      |  |
|                         |                             | Adolfo di Saffenberg              | …                       |  |  |       |  |  |                       |  |  |                      |  |
| Matilde di Saffenberg   |                             | Adolfo di Saffenberg              |                         |  |  |       |  |  |                       |  |  |                      |  |
|                         |                             | …                                 | …                       |  |  |       |  |  |                       |  |  |                      |  |
|                         |                             | …                                 | …                       |  |  |       |  |  |                       |  |  |                      |  |
|                         |                             | …                                 | …                       |  |  |       |  |  |                       |  |  |                      |  |
|                         |                             | …                                 |                         |  |  |       |  |  |                       |  |  |                      |  |